# دهستان بنی صالح
دهستان بنی صالح نام دهستانی در بخش نیسان شهرستان هویزه، استان خوزستان در ایران است. براساس سرشماری مرکز آمار ایران در سال ۱۳۸۵، جمعیت آن ۲۷۱۸ نفر (۴۸۸ خانوار) بوده‌است.